# ليمان درابر
ليمان درابر (بالإنجليزية: Lyman Draper)‏ هو أمين مكتبة ومؤرخ وسياسي أمريكي، ولد في 4 سبتمبر 1815، وتوفي في 26 أغسطس 1891.